# أسباب غير طبيعية:هل تجعلنا عدم المساواة مرضى؟
أسباب غير طبيعية: هل تجعلنا عدم المساواة مرضى؟ هو فيلم وثائقي لمدة أربع ساعات بث في برنامج تلفزيوني على صعيد وطني في ربيع 2008 ، يفحص دور المحددات الاجتماعية للصحة في خلق عدم المساواة الصحية (المعروف أيضاً باسم تفاوت الرعاية الصحية أو الفوارق الصحية في الولايات المتحدة).استناداً إلى بحوث مستفيضة من جانب مجموة من الخبراء والأكادميين في مجال الصحة العامة، والممارسين للطب، سلسلة السبع حلقات تبين كيف أن الطبقية العنصرية يمكن أن يكون لها أكبر أثر على صحة الفرد كنتيجة خارجية وليس وراثية أو على سلوكه الشخصي.
حلقة الافتتاح في 56 دقيقة، في المرض وفي الغنى، والمسلسل يعرض المواضيع الشاملة. كل حلقة تأخذ نصف ساعة، وتتضمن مواضيع مختلفة عن الإثنية والعنصرية في المجتمع، ويعرض بعمق كبير كيفية استكشاف الظروف الاجتماعية التي تؤثر في صحة السكان، وكيف أن بعض المجتمعات تمد بأعمار سكانها من خلال تحسين حياتهم.

## وصف الحلقات

### الحلقة 1: (56دقيقة) في المرض وفي الغنى
التي تنتجها كرستين سومرز وويلين سميث مساعدة إخراج جولي كراوفورد وإخراج: ويلين سميث
الساعة الأولى من السلسلة يمثل الإطار العام لفهم أهمية المحددات الاجتماعية للصحة في خلق عدم المساواة الصحية في الولايات المتحدة.وتقدم إحصاءات للدول الفقيرة مقابل الدول الصناعية الغنية الأخرى، ثم يقدم بحث مايكل مارموت دراسات وايتهول الذي وجد أن الحالة الصحية والثروة مرتبطان بالانحدار المستمر من الفقر إلى الغنى. وحتى نفهم سبب وجود هذا الانحدار، يعرض البرنامج الآثار الصحية الناجمة عن الإجهاد المزمن، والأدلة على أن الأشخاص في المستوى المنخفض من الطيف الاجتماعي يعانون من التعرض للمزيد من «التسمم بالضغوط». خلال الحلقة يتم التعرف بصورة بشرية على بعض المفاهيم الأكاديمية المعقدة مثل مجموعة عرقية، إجهاد والصحة من خلال قصص أربع أشخاص من سكان لويفيل، كنتاكي المختلفين في المستويات الاجتماعية والاقتصادية.
ويبين البرنامج من خلال النظر في حياة مدير المشفى، المشرف على المخبر، البواب، الأم العاطلة عن العمل كيف أن زيادة التوتر تسيطر على حياة الإنسان هبوطاً كأنما يهبط السلم الاجتماعي والاقتصادي إضافة إلى العواقب الصحيّة الحقيقية.
ويتضمن البرنامج لقاءات مع الخبراء التالية أسماؤهم: نيكولاس كريستاكيس (علم الاجتماع الطبي، جامعة هارفارد)، شيلدون كوهين (علم النفس، جامعة كارنيغي ميلون)، آنا دييز رو (وبائيات، جامعة ميشيغان)، توني ايتون (مدير مقاطعة ألاميدا، كاليفورنيا قسم الصحة العامة)، ايتشيرو كاواتشي (وبائيات، كلية هارفارد للصحة العامة)، كريجر نانسي (علم الاوبئة الاجتماعية، كلية هارفارد للصحة العامة)، مايكل مارموت (وبائيات، كلية لندن الجامعية)، بروس ماكوين (الأعصاب، جامعة روكفلر)، كارول شيفلي (علم النفس المقارن، جامعة ويك فوريست)، جاك.ب شونكوف (طب الأطفال، مركز هارفارد لنمو الأطفال)، ليونارد.س سايم (وبائيات، جامعة كاليفورنيا، بركلي)، أديوالي تروتمان (مدير لويزفيل مترو، صحة عامة وعافية) وديفيد وليامز (علم اجتماع، جامعة هارفارد صحة عامة).

### الحلقة 2: عندما ينكسر الغصن (27 دقيقة).
التي تنتجها تريسي هيذر سترين، راندال ماكلوري واريك ستينغ إخراج: تريسي هيذر سترين 
تتناول هذه الحلقة ظاهرة أن النساء الأمريكيات السود هنّ أكثر عرضة بشكل وسطي لولادة مبكرة وانخفاض وزن أطفالهن مقانة بأطفال النساء البيض، حتى عندما سيطرت الدراسة على عوامل مثل الدخل والتعليم.المقابلات مع الوالدان جيمس كولينز (مستشفى ميموريال للطفولة، شيكاغو) وديفيد ريتشارد (مستشفى ستروغر، مقاطعة كوك) تبين النظرية القائلة بأن هذا التفاوت يمكن أن يعزى جزء منه إلى التعرض مدى الحياة للتوتر المزمن بسبب العنصرية. بعد إعطاء أدلة على استبعاد الأسباب الوراثية للتفاوت، يقدم البرنامج كشفاً لتأثير التعرض للعنصرية على الصحة.
طبيب التوليد مايكل لو (جامعة كاليفورنيا كلية الطب) يناقش نموذج دورة الحياة الذي يفترض أن الصحة مصممة ليس فقط من قبل علم الوراثة والظروف الراهنة، بل بكل الظروف التي شهدناها منذ الحمل (وحتى قبل).
وتجري مقابلات تناقش آثار الفيزيولوجيا السلبية والإجهاد المزمن خلال الحمل، مع كلّ من وليامز ديفيد (علم الاجتماع، كلية هارفارد للصحة العامة)، كامارا فيليس جونز (طبيب أوبئة وعلم اجتماع) نانسي كريجر (الخدمة الاجتماعية والوبائيات، كلية هارفارد للصحة العامة) فيلدا جاكسون (علم نفس، جامعة إيموري) كارول هوغ (وبائيات، جامعة إيموري) واستكشاف أصول العنصرية واستمرارها ضد الأمريكيين الأفارقة في الولايات المتحدة.
تدور الحلقة حول قصة حياة كيم أندرسون، الأمريكي الأفريقي المحامي ذو الراتب الجيد والصحة الجيدة، الذي «قام بكل شيء بشكل صحيح» لكنه استقبل ابنه قبل شهرين من موعد ولادته.

### الحلقة 3: أن تصبح أمريكياًّ (27 دقيقة)
إنتاج وإخراج باتريسيا غارسيا ريوس وماريا تيريزا رودريغرز
هذه الحلقة تناقش قضية جديدة وهي المهاجرين اللاتينيين، وعلى الرغم من أنهم فقراء إلا أنهم يتمتعون بصحة أفضل من الأمريكيين العاديين في كثير من الأحيان. وتدلّ على أن العلاقات الاجتماعية الجيدة تعتبر عاملاً جيداً للصحة الجيدة والتي تسمى أحياناً «مفارقة لاتينية».

### الحلقة 4: السكري السيء (27 دقيقة)
إنتاج وإخراج جيمس فورتييه (متيس أوجيبواي) مساعد منتج: ساتيفا جينيواري
هذه الحلقة تفحص معدلات الإصابة بسكري البالغين بين هنود بيما جنوب غرب ولاية أريزونا. حيث أن أربعين عاماً من الأبحاث لم تثبت أن السبب جيني، فإن البرنامج يكشف التحول الكبير في النظام الغذائي للقبيلة بعد تحول المياه إلى المزارعين البيض والمدن، وأدى بالسكان المقيمين إلى الاعتماد على برامج الحكومة الغذائية لتجنب المجاعة.
الآن قبيلة توهومو أودهام استعادت حقوقها بالمياه وعادت للزراعة، وتعمل الجماعات المحلية على تشجيع التجديد الثقافي والفرص الاقتصادية الجديدة، على أمل تحسين النظام الغذائي والظروف المعيشية والتغلب على مرض السكري.

### الحلقة 5: وضع المسائل (27 دقيقة)
إنتاج وإخراج لي إيلي
وتعبر هذه الحلقة عن أهمية البيئة وتأثيرها على الصحة (مثل العنف، التلوث، المتنزهات والمدارس).يسافر البرنامج بنا أولا إلى ريتشموند، كاليفورنيا لمقابلة جوي بونكيوت اللاوسي المهاجر في الأربيعينيات من عمره والذي تعرض مأخراً لنوبة قلبية كبرى. والبحث في فساد المدنية، انعدام الخدمات، التلوث والعنف المستوطن في ريتشموند منذ أن تراجعت بعد الحرب العالمية الثانية وتظهر الحلقة أيضاً كيف أن البيئة المجاورة قد تحد من الخيارات الصحية وتسهم في التوتر المزمن لسكانها.المقابلات مع علماء وجماعات العمل الاجتماعي بينت أدلة على أن الحالة السيئة للمدن الداخلية نشأت بسبب عوامل تاريخية وسياسية حكومة الإسكان التي فضلت الطبقة الوسطى البيضاء.
ثم ينتقل البرنامج إلى سياتل، واشنطن لنرى كيف يتفاعل المجتمع، ومسؤولي الصحة العامة مع غيرهم لإحداث تغيير في حي هاي بوينت.

### الحلقة 6: الأضرار الغير مباشرة (27 دقيقة)
أخرجت وأنتجت من قبل اريك ستينغ مساعد منتج: كيمبرلي باسفورد
تبحث هذه الحلقة في تراث وجود الولايات المتحدة في جزر مارشال، منذ عقود تم نقل السكان المحليين من موطنهم في الجزر لإجراء تجارب الأسلحة النووية الأمريكية. بينما يظهر البرنامج الأثر المباشر لسكان جزر المارشال بسبب اختبار تهاطل نووي، فإنه يذهب إلى أبعد من ذلك ليبحث في أن الوجود العسكري لا يزال يؤثر على تلك الدولة الصغيرة. على وجه التحديد فإنها تبين العلاقة بين القاعد العسكرية الأمريكية في كواجالين حيث يعيش المواطنين الأمريكين هناك حياة صحية نسبياً، في طبقة متوسطة وبين إيبي موطن أغلبية العمال في جزر المارشال حيث الاكتظاظ، البنية التحتية الفاشلة والفقر عوامل تسهم في السل المزمن وانخفاض متوسط العمر المتوقع. في نهاية الحلقة نظرة سريعة على مستوى المجتمع المحلي في جزر مارشال في كل من سبرينغديل، أركنساس.

### الحلقة 7: ليس مجرد راتب (29 دقيقة)
إخراج وإنتاج: جيمس روتندبيك مساعد منتج: فرانشيسكا بلوم.
تشرح هذه الحلقة كيفية تأثير إغلاق مصنع الكترولوكس في غرينفيل ،ميشيغان بآثار سلبية على المجتمع. من خلال مقابلات مع عمال المصنع السابقين، العاملين في المستشفى، والعلماء المتخصصين في الإجهاد، العمالة والصحة. يبين البرنامج قضية ملحّة لزيادة الدعم و/أو المطالبة بمسؤولية الشركات في منع تأثير إغلاق المصانع من تدمير الصحة العقلية والبدنية لأولائك الذين تم تسريحهم. ينتهي البلانامج بمقارنة الوضع في غرينفيل مع فاسترفيك، السويد حيث أن الموظفين الذين تم تسريحهم من مصنع إلكترولوكس كانوا بحال أفضل بسبب الدعم المادي والتعليمي الذي حصلو عليه.

### إنتاج وتوزيع
أنتج الفيلم من قبل منظمة غير ربحية في سان فرانسيسكو بالتعاون مع شركة فيتال للإنتاج في بوسطن. وكان من المقرر أن تبث السلسلة في برنامج تلفزيوني خلال 27مارس-17 أبريل 2008 والذي بثته المحطة 108.
اتحاد الأقليات القومية لعب دور المقدم في البرنامج.في كاليفورنيا وزع البرنامج على اقراص دي في دي مع النشرة الخاصة بأفلام السينما.
بتعاون بين منتجي المسلسل ومعهد السياسة الصحية لالمركز المشترك للدراسات السياسية والاقتصادية، أجرت حملة للتشجيع على الاستفادة من مساعدة البرنامج في زيادة الوعي العام والتعليم وحشد الطاقات.اعتمدت بعض المجموعات الصحية الرئيسية وبعض مجموعات العمل هذه السلسلة كبرنامج لعملها الخاص، مثل الرابطة الوطنية لمسؤولي الصحة في المدينة والقرية (NACCHO)، الاتحاد الدولي لخدمة الموظفين (SEIU)، كايسر بيرمانينتي  ومؤسسة الصليب الأزرق من مينيسوتا.

## وصلات خارجية
- أسباب غير طبيعية:هل تجعلنا عدم المساواة مرضى؟ على موقع IMDb (الإنجليزية)

- الموقع الرسمي
- موقع صديق
- الأسباب الغير طبيعية وقاعدة بيانات أفلام الإنترنت